# Nonnenhorn
Nonnenhorn er en købstad (markt) i Landkreis Lindau i regierungsbezirk Schwaben i den tyske delstat Bayern.

## Geografi
Nonnenhorn ligger i Region Allgäu ved Bodensøen mellem Wasserburg (Bodensee) og Kressbronn am Bodensee (Baden-Württemberg). Det er en kurby, og den er kendt for sin vin.

## Historie
Fuggerslægten erhvervede i 1592 herresædet Wasserburg og dermed også Nonnenhorn.
Herrschaft Wasserburg kom i 1763 under Østrig, og efter Freden i Pressburg (1805) blev området en del af Bayern.
Den nuværende kommune blev dannet i 1818.